# جون أوكونيل
جون أوكونيل (بالإنجليزية: John O'Connell (Dublin politician))‏ (و. 1927 – 2013 م) هو سياسي من جمهورية أيرلندا ولد في دبلن.

## التعليم
تعلم في كلية الجراحين الملكية في إيرلندا.